# Susan Dougan
Susan Dilys Dougan, OBE GCMG (Colonarie, 3 de março de 1955) é uma política e atual governadora-geral de São Vicente e Granadinas, cargo que assumiu em 1 de agosto de 2019. É, também, a primeira mulher a ocupar essa posição.
Foi nomeada Dame Grand Cross da Ordem de São Miguel e São Jorge em 29 de janeiro de 2020 e foi nomeada oficial da Ordem do Império Britânico na Lista de Honra de Aniversário da Rainha em 2010 por serviços à educação e à administração pública.